# Кодекс Eyckensis
Кодексът Eyckensis е евангелие от 8 век, което се основава на два съставни ръкописа, които образуват сборник, вероятно от дванадесети век до 1988 г. Кодексът Eyckensis е най-старата книга в Белгия. От осми век тя се съхранява и пази на територията на днешната община Маасейк. Предполага се, че книгата е написана в скрипториума на абатството Ехтернах.

## Описания на ръкопис A и ръкопис Б
Кодексът Eyckensis се състои от две евангелия, поместени на 133 пергамента, всеки с размери 244 на 183 mm. 
Първият ръкопис (Кодекс A) не е завършен. Той се състои от пет листа и започва с евангелистки портрет (вероятно изобразяващ Св. апостол Матей) на цяла страница, последван от непълен комплект от осем канонични таблици. Евангелисткият портрет е изрисуван в италиано-византийски стил, който определено е свързан със стила на Barberini Gospels (Псалтири Барберини), понастоящем съхранявани във Ватиканската библиотека (сигнатура Barberini Lat. 570). Портретът е рамкиран в орнамент на англосаксонска плетеница, наподобяваща декоративните елементи в Lindisfarne Gospels (Линдисфарнските евангелия).
В каноничните таблици се съдържа кратко описание на съответните пасажи в четвероевангелието. По този начин каноничните таблици изпълняват ролята на съдържание и показалец за лесен достъп до текстовете. Каноничните таблици в ръкопис A са декорирани с колони и аркади, символите на четирите евангелиста и портрети на светци.
Вторият ръкопис (Кодекс Б) съдържа пълен комплект от дванадесетте канонични таблици и всички текстове на четвероевангелието. Каноничните таблици са украсени с колони и аркади, изображения на апостолите и евангелистките символи. Евангелските текстове са изписани в кръглата форма на инсуларния (островен) минускул, който е характерен за британските и ирландските ръкописи от седми и осми век, но също така се използва и в континентална Европа. Началната главна буква във всеки параграф е очертана с червени и жълти точки. Текстът е възпроизведен от един преписвач. 
Текстът на евангелието е версия на Vulgate (Вулгата), в голямата си част превод на Свети Йероним (Йероним Стридонски, 347 – 420 г.), с редица допълнения и транспозиции. Подобни версии на евангелските текстове могат да бъдат намерени в Book of Kells (Келска книга) (Dublin, Trinity College, ms 58), Book of Armagh (Келска книга) (Dublin, Trinity College, ms 52) и Echternach Gospels (Евангелия от Ехтернах) (Paris, Bnf, ms Lat.9389). 

## История (от появата му до 20 век)
Кодексът датира от осми век и е първоначално съхраняван в бившото бенедиктинско абатство Алденейк, което е осветено през 728 г. Меровингските благородници Аделар, Крал на Дина, и жена му Гринуара основали това абатство за дъщерите си Харлиндис и Релиндис в „една малка и ненужна гора“ в близост до река Мьоз. Манастирът бил наречен Eyke (Ейк – „дъб“) на дъбовете, които растели там. По-късно, когато съседното село Nieuw-Eyke (Ню Ейк – „нов дъб“, днешен Маасейк) се разраснало и добило важност, името на първоначалното селище станало Алденейк („стар дъб“). Свети Вилиброрд ръкоположил Харлиндис за първа игуменка на това религиозно средище. След нейната смърт свети Бонифаций ръкополага сестра ѝ за нейна наследница.
Кодексът Eyckensis служил в манастира за изучаване и разпространение на християнското учение. И за двете евангелия, които сега съставляват кодекса Eyckensis, се предполага, че са били донесени от абатството Ехтернах в Алденейк от свети Вилиброрд.
Двата ръкописа били свързани в една подвързия, най-вероятно през дванадесети век. 
През 1571 г. абатството Алденейк било изоставено. От средата на десети век бенедиктинските монахини били изместени от колегиалния събор на свещеници мъже. С нарастване на заплахата от религиозна война свещениците намерили убежище в укрепения град Маасейк. Те донесли църковните ценности от Aлденейк, включително кодекса Eyckensis, в църквата Света Екатерина.

## Авторство
В продължение на векове хората били убедени, че кодексът Eyckensis е бил написан от Харлиндис и Релиндис, първите игуменки на абатството Алденейк, които по-късно били канонизирани. Тяхната агиография била написана в течение на девети век от местен свещеник. В текста се отбелязва, че Харлиндис и Релиндис също са написали евангелие. В течение на девети век култът към мощите на светите сестри все повече придобивал значение и включил отдаването на почит на кодекса Eyckensis, който извиквал дълбоко благоговение като творба, създадена от самите Харлиндис и Релиндис.
Въпреки това финалните строфи на втория ръкопис недвусмислено отричат това: Finito volumine deposco ut quicumque ista legerint pro laboratore huius operis depraecentur (Със завършването на тази книга аз моля всички, които я четат, да се помолят за труженика, който създаде този ръкопис). Мъжкият род laborator („труженик“) ясно показва, че лицето, което е написало ръкописа, е мъж.
Сравнителният анализ, изготвен през 1994 г. от Албер Дероле (Гентски университет) и Нанси Нетцер (Бостънски колеж), разкрива, че ръкопис A и ръкопис Б датират от един и същи период, като много вероятно е двата да са създадени в скрипториума на абатството Ехтернах и да са дори дело на един и същи преписвач.

## Опит за консервиране и реставриране от 1957 г.
През 1957 г. е направен опит да се консервира и реставрира кодексът Eyckensis от Карл Сиверс, реставратор от Дюселдорф. Той отстранил и унищожил червената кадифена подвързия от 18 век, след което ламинирал всички листове на ръкописа с мипофолио. Мипофолиото е фолио от поливинил хлорид (PVC), което е външно пластифицирано с диоктилфталат. С течение на времето това фолио отделя хидрохлорна киселина, която прониква в пергамента и причинява ефект на пожълтяване върху самото фолио. Прозрачността и цветът на пергамента били засегнати, а присъстващите във фолиото полимери са могли да преминат в пергамента и да го направят чуплив. След ламинирането Сивърс подвързал отново кодекса. За да успее, той изрязал краищата на листовете, което довело до унищожаване на фрагменти от цветната украса.
В рамките на нова разширена реставрационна дейност в периода 1987 – 1993 г. ламинацията от мипофолио била старателно отстранена от екип на Белгийския кралски институт за културно наследство под ръководството на химика д-р Ян Ваутер. За реставрирането на листовете след премахване на ламинацията била разработена иновативна техника на листова отливка на пергамента. При завършване на реставрацията двата съставни ръкописа на кодекса били подвързани поотделно. 

## Документиране и дигитализация
Най-старата фотографска документация на кодекса Eyckensis датира от около 1916 г.. Във връзка с реставрацията ръкописът бил заснет в Белгийския кралски институт за културно наследство (KIK–IRPA). Факсимиле било публикувано през 1994 г.
През 2015 г. кодексът Eyckensis е дигатилизиран на място в църквата Света Екатерина от Imaging Lab (Лаборатория за фотография) и Illuminare – Център за изучаване на средновековното изкуство)/ KU Leuven (Льовенски католически университет). Проектът се изпълнява под ръководството на проф. Лийв Уатийу. Изображенията с висока резолюция са предоставени онлайн в сътрудничество с LIBIS (KU Leuven). 
Кодексът Eyckensis е признат и защитен като недвижимо наследство през 1986 г. През 2003 г. кодексът Eyckensis е признат за фламандско забележително произведение на изкуството.

## Настоящи изследвания
През 2016 – 2017 г. екип от изследователи от Illuminare – Център за изучаване на средновековното изкуство)/ KU Leuven (проф. Лийв Уатийу) и Белгийският кралски институт за културно наследство (д-р Марина Ван Бос) отново ще изследват кодекса Eyckensis.